# لينكولن (مقاطعة فيلاس)
لينكولن، مقاطعة فيلاس (بالإنجليزية: Lincoln, Vilas County, Wisconsin)‏ هي بلدة تقع بولاية ويسكونسن في الولايات المتحدة. تبلغ مساحتها 96.2 (كم²)، وترتفع عن سطح البحر 500 م، بلغ عدد سكانها 2579 نسمة في عام 2000 حسب إحصاء مكتب تعداد الولايات المتحدة وتصل الكثافة السكانية فيها 30.6 نسمة/كم2.

## وصلات خارجية
- http://www.townoflincolnvilas.com
- The US50 - Cities and Towns in Wisconsin State
- Wisconsin Cities and Towns, Facts, Map, Flag, Colleges, Government, and More